# Premierminister Indiens

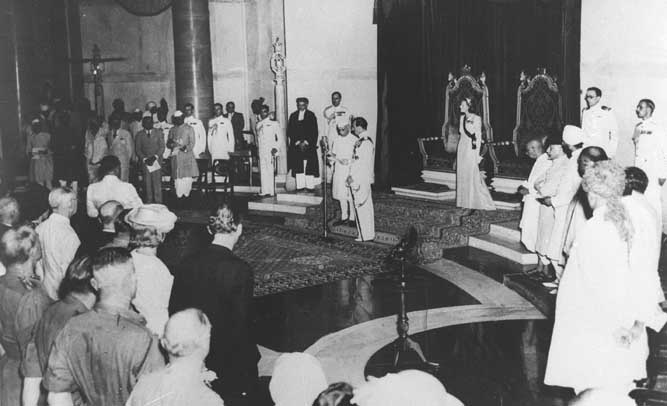
Lord Mountbatten vereidigt am 15. August 1947 Jawaharlal Nehru als ersten Premierminister Indiens.

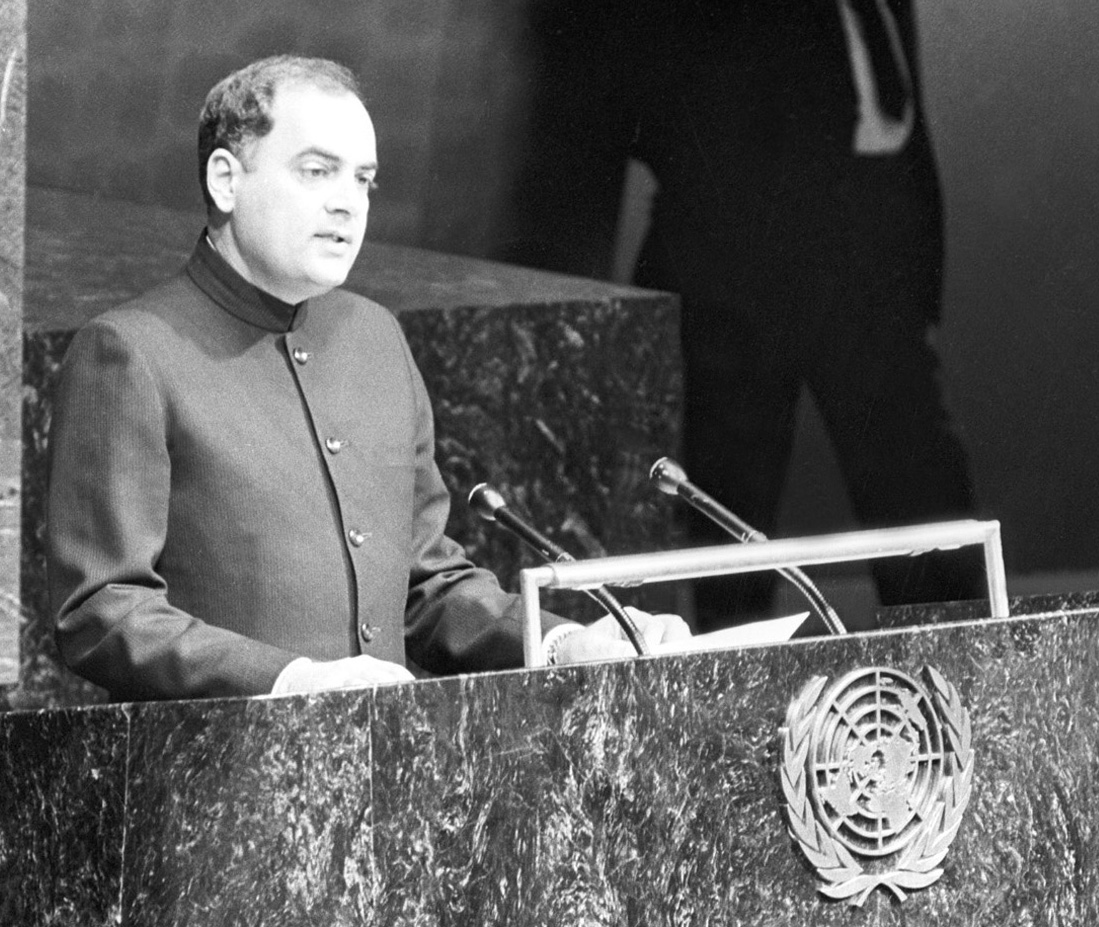
Premierminister Rajiv Gandhi vor der Generalversammlung der Vereinten Nationen, um 1988.

Der Premierminister Indiens (IAST: Bhārat kē Pradhānamantrī) ist die leitende Persönlichkeit der indischen Exekutive, der Regierung Indiens. Er wird vom indischen Präsidenten ernannt. Der Premierminister ist auch der Hauptberater des Präsidenten und Leiter des Ministerrats der Union. Er kann Mitglied jeder der beiden Kammern des indischen Parlaments sein, der Lok Sabha (Volkshaus) und die Rajya Sabha (Staatenrat), er muss aber Mitglied der politischen Partei oder Koalition sein und über eine Mehrheit in der Lok Sabha verfügen.
Der Premierminister ist das ranghöchste Kabinettsmitglied in der Regierungsexekutive in einem parlamentarischen Westminster-System. Er wählt die Mitglieder des Kabinetts aus und kann sie entlassen, weist den Regierungsmitgliedern Posten zu und ist der Vorsitzende des Kabinetts.

## Ursprünge und Geschichte
Indien folgt einem parlamentarischen System, in dem der Premierminister der Vorsitzende Regierungschef und Chef der Exekutive der Regierung ist. In solchen Systemen hat das Staatsoberhaupt oder der offizielle Vertreter des Staatsoberhauptes (d. h. der Monarch, Präsident oder Generalgouverneur) in der Regel eine rein zeremonielle Position inne und handelt in den meisten Angelegenheiten – nur auf Anraten des Premierministers.
Der Premierminister wird innerhalb von sechs Monaten nach Beginn seiner Amtszeit Parlamentsabgeordneter (Indien), sofern er nicht bereits Mitglied des Parlaments ist. Von einem Premierminister wird erwartet, dass er mit anderen zentralen Ministern zusammenarbeitet, um die Verabschiedung von Gesetzen durch das Parlament sicherzustellen.

### Geschichte

#### 1947–1984
Seit 1947 gab es 14 verschiedene Premierminister. Nicht eingeschlossen Gulzarilal Nanda, der zweimal als amtierender Premierminister fungierte. In den ersten Jahrzehnten nach 1947 beherrschte der Indische Nationalkongress (INC) die politische Landkarte Indiens fast vollständig. Der erste Premierminister Indiens – Jawaharlal Nehru – legte am 15. August 1947 seinen Eid ab. Nehru diente 17 Jahre in Folge als Premierminister und gewann dabei vier Parlamentswahlen in Indien. Seine Amtszeit endete im Mai 1964 mit seinem Tod. Nach dem Tod von Nehru trat Lal Bahadur Shastri, ein ehemaliger Innenminister und ein Führer der Kongresspartei, das Amt des Premierministers an. Während seiner Amtszeit erlebte Shastri den Indisch-Pakistanischen Krieg von 1965. Shastri starb in der Folge an einem angeblichen Herzinfarkt in Taschkent, nachdem er die Erklärung von Taschkent unterzeichnet hatte.
Nach Shastri wurde Indira Gandhi zur ersten weiblichen Premierministerin des Landes gewählt. Indiras erste Amtszeit dauerte 11 Jahre, in denen sie Schritte wie die Verstaatlichung von Banken, das Ende von Zulagen und politischen Ämtern einleitete, die Mitglieder der Königsfamilien der ehemaligen Fürstenstaaten Britisch-Indiens erhielten. Hinzu kamen Ereignisse wie der indisch-pakistanische Krieg von 1971, die Errichtung eines souveränen Bangladeschs, der Beitritt Sikkims zu Indien durch ein Referendum im Jahr 1975 und der erste indische Atomtest in Pokhran während der ersten Amtszeit Indiras. 1975 verhängte Präsident Fakhruddin Ali Ahmed auf Indiras Anraten hin den Ausnahmezustand, so dass die Regierung die Macht erhielt, per Dekret zu regieren; dieser Zeitraum ist für Menschenrechtsverletzungen bekannt.
Nach weit verbreiteten Protesten wurde der Notstand 1977 aufgehoben, und es sollten allgemeine Wahlen in Indien abgehalten werden. Alle politischen Parteien der Opposition kämpften nach dem Ende des Ausnahmezustands unter dem Dach der Janata-Partei bei den indischen Parlamentswahlen 1977 gemeinsam gegen den Kongress und schlugen diesen erfolgreich nieder. In der Folge wurde Morarji Desai – ein ehemaliger stellvertretender Premierminister Indiens, der erste Nicht-Kongress-Premierminister des Landes. Die Regierung von Premierminister Desai setzte sich aus Gruppen mit gegensätzlichen Ideologien zusammen, in denen Einheit und Koordination schwer aufrechtzuerhalten waren. Schließlich, nach zweieinhalb Jahren als Premierminister, reichte Morarji am 28. Juli 1979 beim Präsidenten seinen Rücktritt ein, und seine Regierung fiel. Danach bewies Charan Singh, der stellvertretender Premierminister in Desais Kabinett, mit externer, bedingter Unterstützung durch den Kongress eine Mehrheit in Lok Sabha und legte den Eid als Premierminister ab. Kurz danach zog der Kongress jedoch seine Unterstützung zurück, und Singh musste zurücktreten; Er hatte eine Amtszeit von 5 Monaten, die kürzeste in der Geschichte des Amtes.
Nach dreijähriger Abwesenheit kehrte der Kongress bei den indischen Parlamentswahlen 1980 mit absoluter Mehrheit an die Macht zurück. Indira Gandhi wurde ein zweites Mal zur Premierministerin gewählt. Während ihrer zweiten Amtszeit wurde Operation Blue Star, eine Indische-Armee-Operation innerhalb des Harmandir Sahib, der heiligsten Stätte im Sikhismus, durchgeführt, die angeblich Tausende von Todesopfern forderte. Anschließend, am 31. Oktober 1984, Gandhi wurde von Satwant Singh und Beant Singh, zwei ihrer Leibwächter, im Garten ihres Wohnhauses in der Safdarjung Road 1, Neu-Delhi, erschossen.

#### 1984–1999
Nach Indira wurde am Abend des 31. Oktober 1984 ihr ältester Sohn Rajiv Gandhi, damals 40 Jahre alt, vereidigt und war damit die jüngste Person, die jemals das Amt des Premierministers innehatte. Rajiv Gandhi rief sofort zu allgemeinen Wahlen auf. Bei den anschließenden Parlamentswahlen in Indien im Jahr 1984 sicherte sich der Kongress eine absolute Mehrheit und gewann 401 von 552 Sitzen in der Lok Sabha, die höchste Zahl, die eine Partei in der Geschichte Indiens je erhalten hat. Vishwanath Pratap Singh, zuerst Finanzminister und dann später Verteidigungsminister in Gandhis Kabinett, deckte Unregelmäßigkeiten in dem, was als der Bofors-Skandal bekannt wurde, während seiner Tätigkeit im Verteidigungsministerium auf; In der Folge wurde Singh aus dem Kongress ausgeschlossen und bildete die Janata Dal und – mit Hilfe mehrerer Anti-Kongressparteien – auch die National Front (India) National Front, eine Koalition vieler politischer Parteien.
In den Parlamentswahlen von 1989 kam die Nationale Front, mit Unterstützung aus der Opposition durch die Bharatiya Janata Party (BJP) und die Linke Front (CPI(M)), an die Macht. V. P. Singh wurde zum Premierminister gewählt. Während einer Amtszeit von weniger als einem Jahr akzeptierten Singh und seine Regierung die Empfehlungen der Mandal-Kommission. Singhs Amtszeit endete, nachdem er die Verhaftung des BJP-Mitglieds Lal Krishna Advani angeordnet hatte, woraufhin die BJP der Regierung ihre Unterstützung von außen entzog, V. P. Singh das anschließende Misstrauensvotum 146-320 verlor und zurücktreten musste. Nach V. P. Singhs Rücktritt brachte Chandra Shekhar, die Innenministerin in Singhs Kabinett, zusammen mit 64 Parlamentsmitgliedern (MPs) die Samajwadi Janata Party (Rashtriya) an die Börse und bewies mit Unterstützung des Kongresses eine Mehrheit in der Lok Sabha. Aber Schekhars Amtszeit als Premierminister dauerte nicht lange, der Kongress zog seine Unterstützung zurück; Schekhars Regierung stürzte in der Folge, und Neuwahlen wurden angekündigt.
Bei den indischen Parlamentswahlen von 1991 bildete der Kongress unter der Führung von P. V. Narasimha Rao eine Minderheitsregierung; Rao wurde der erste Premierminister südindischer Herkunft. Nach der Auflösung der Sowjetunion stand Indien am Rande des Staatsbankrottes, also unternahm Rao Schritte zur Liberalisierung der Wirtschaft und ernannte Manmohan Singh, einen Ökonomen und ehemaligen Gouverneur der Reserve Bank of India, zum Finanzminister. Danach unternahmen Rao und Singh verschiedene Schritte zur Liberalisierung der Wirtschaft, diese führten zu einem beispiellosen Wirtschaftswachstum in Indien. In seine Amtszeit als Premierminister war jedoch auch Zeuge des Abrisses der Babri Masjid, der den Tod von etwa 2.000 Menschen zur Folge hatte. Rao schloss jedoch fünf ununterbrochene Jahre im Amt ab und wurde damit der erste Premierminister außerhalb der Nehru-Gandhi Familie, der dies tat.
Nach dem Ende von Raos Amtszeit im Mai 1996 hatte die Nation innerhalb von drei Jahren vier Premierminister, zwei Amtszeiten von Atal Bihari Vajpayee, eine Amtszeit von H. D. Deve Gowda vom 1. Juni 1996 bis zum 21. April 1997 und eine Amtszeit von I. K. Gujral vom 21. April 1997 bis zum 19. März 1998. Die Regierung von Premierminister Vajpayee – bei den indischen Parlamentswahlen 1998 gewählt – unternahm einige konkrete Schritte. Im Mai 1998 – nach einem Monat an der Macht – verkündete die Regierung die Durchführung von fünf nuklearen Untergrundexplosionen in Pokhran. Als Reaktion auf diese Tests verhängten viele westliche Länder, darunter die Vereinigten Staaten, Wirtschaftssanktionen gegen Indien, aber aufgrund der Unterstützung durch Russland, Frankreich, die arabischen Staaten des Persischen Golfes und einige andere Nationen wurden die Sanktionen weitgehend als nicht erfolgreich angesehen. Ein paar Monate später als Reaktion auf die indischen Atomtests führte auch Pakistan Atomtests durch. Angesichts der sich verschlechternden Situation zwischen den beiden Ländern versuchten die Regierungen, die bilateralen Beziehungen zu verbessern. Im Februar 1999 unterzeichneten Indien und Pakistan die Erklärung von Lahore, in der die beiden Länder ihre Absicht ankündigten, die gegenseitige Feindschaft aufzuheben, den Handel zu intensivieren und ihre nuklearen Kapazitäten für friedliche Zwecke zu nutzen. Im Mai 1999 zog sich die All India Anna Dravida Munnetra Kazhagam Partei aus der regierenden Koalition der National Democratic Alliance (NDA) zurück; die Regierung von Vajpayee wurde somit zu einer geschäftsführenden Regierung, nachdem sie einen Misstrauensantrag 269-270 verloren hatte, der mit dem Kargil-Krieg mit Pakistan zusammenfiel. Bei den anschließenden Parlamentswahlen im Oktober 1999 sicherten sich die BJP-geführte NDA und die ihr angeschlossenen Parteien eine komfortable Mehrheit in der Lok Sabha und gewannen 299 von 543 Sitzen im Unterhaus.

##### 2000–heute
Vajpayee setzte den Prozess der wirtschaftlichen Liberalisierung während seiner Regierungszeit fort, was zu wirtschaftlichem Wachstum führte. Zusätzlich zur Entwicklung der Infrastruktur und der grundlegenden Einrichtungen unternahm die Regierung mehrere Schritte zur Verbesserung der Infrastruktur des Landes, wie etwa das National Highways Development Project (NHDP) und das Pradhan Mantri Gram Sadak Yojana (PMGSY; IAST: Pradhānamaṃtrī Grāma Saḍa़ka Saḍa़ka Yojanā; lit. Prime Minister Rural Road Scheme), für die Entwicklung von Straßen. Während seiner Regierungszeit kam es jedoch 2002 im Bundesstaat Gujarat zu kommunalen Unruhen, die rund 2000 Todesopfer forderten. Vajpayee's Amtszeit als Premierminister endete im Mai 2004, womit er der erste Nicht-Kongress-Premierminister war, der eine volle fünfjährige Amtszeit absolvierte.

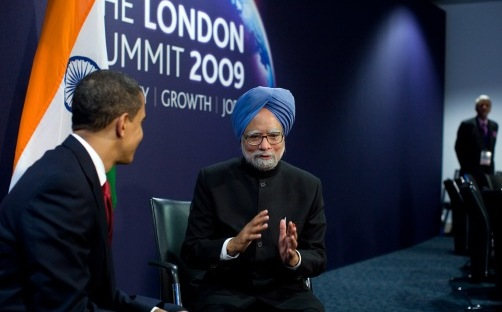
Premierminister Manmohan Singh auf dem Londoner G20-Gipfel 2009.

Bei den Wahlen von 2004 wurde der Kongress zur größten Partei in einem aufgehängten Parlament; die vom Kongress geführte Vereinigte Progressive Allianz (UPA) – mit Unterstützung von außen, u. a. von der Linken Front, der Samajwadi-Partei (SP) und der Bahujan-Samaj-Partei (BSP), errang eine Mehrheit in der Lok Sabha und Manmohan Singh wurde zum Premierminister gewählt, womit er der erste Sikh-Premierminister der Nation wurde. Während seiner Amtszeit behielt das Land die während der Amtszeit von Premierminister Vajpayee gewonnene wirtschaftliche Dynamik bei. Abgesehen davon gelang es der Regierung, im Parlament das National Rural Employment Guarantee Act, 2005, und das Right to Information Act, 2005, durchzusetzen. Darüber hinaus stärkte die Regierung die Beziehungen Indiens zu Ländern wie Afghanistan, Russland, den Golfstaaten und den Vereinigten Staaten, die mit der Ratifizierung des zivilen Nuklearabkommens zwischen Indien und den Vereinigten Staaten gegen Ende von Singhs erster Amtszeit ihren Höhepunkt erreichten. Zur gleichen Zeit ereigneten sich während Singhs erster Amtszeit auch die Terroranschläge in Mumbai im November 2008. Bei den Parlamentswahlen von 2009 wurde das Mandat der UPA erweitert. Premierminister Singhs zweite Amtszeit war jedoch von Anschuldigungen wegen Skandalen auf höchster Ebene und Korruption umgeben. Nach der Niederlage des Kongresses bei den Parlamentswahlen 2014 trat Singh am 17. Mai 2014 als Premierminister zurück.
Bei den Parlamentswahlen 2014 erhielt die von der BJP geführte NDA die absolute Mehrheit und gewann 336 von 543 Sitzen in Lok Sabha; die BJP selbst war die erste Partei seit 1984, die in Lok Sabha eine Mehrheit erhielt. Narendra Modi, der Chief Minister von Gujarat, wurde zum Premierminister gewählt und war damit der erste Premierminister, der in einem unabhängigen Indien geboren wurde.
Narendra Modi wurde 2019 mit einem größeren Mandat als dem von 2014 als Premierminister wiedergewählt. Die von der BJP geführte NDA gewann 354 Sitze, von denen sich die BJP 303 Sitze sicherte.

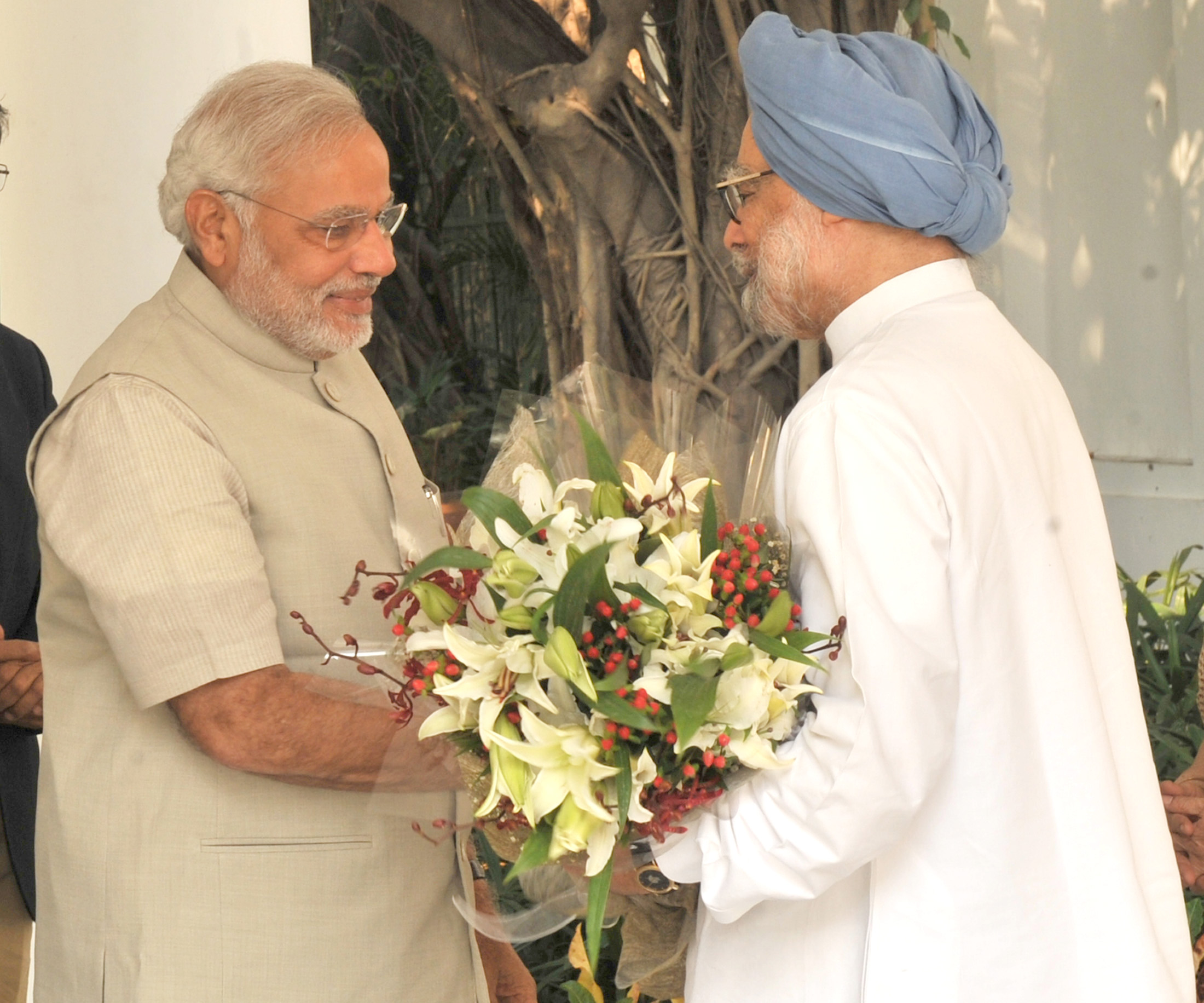
Premierminister Narendra Modi (links) trifft seinen Vorgänger, Manmohan Singh (rechts), um 2014.

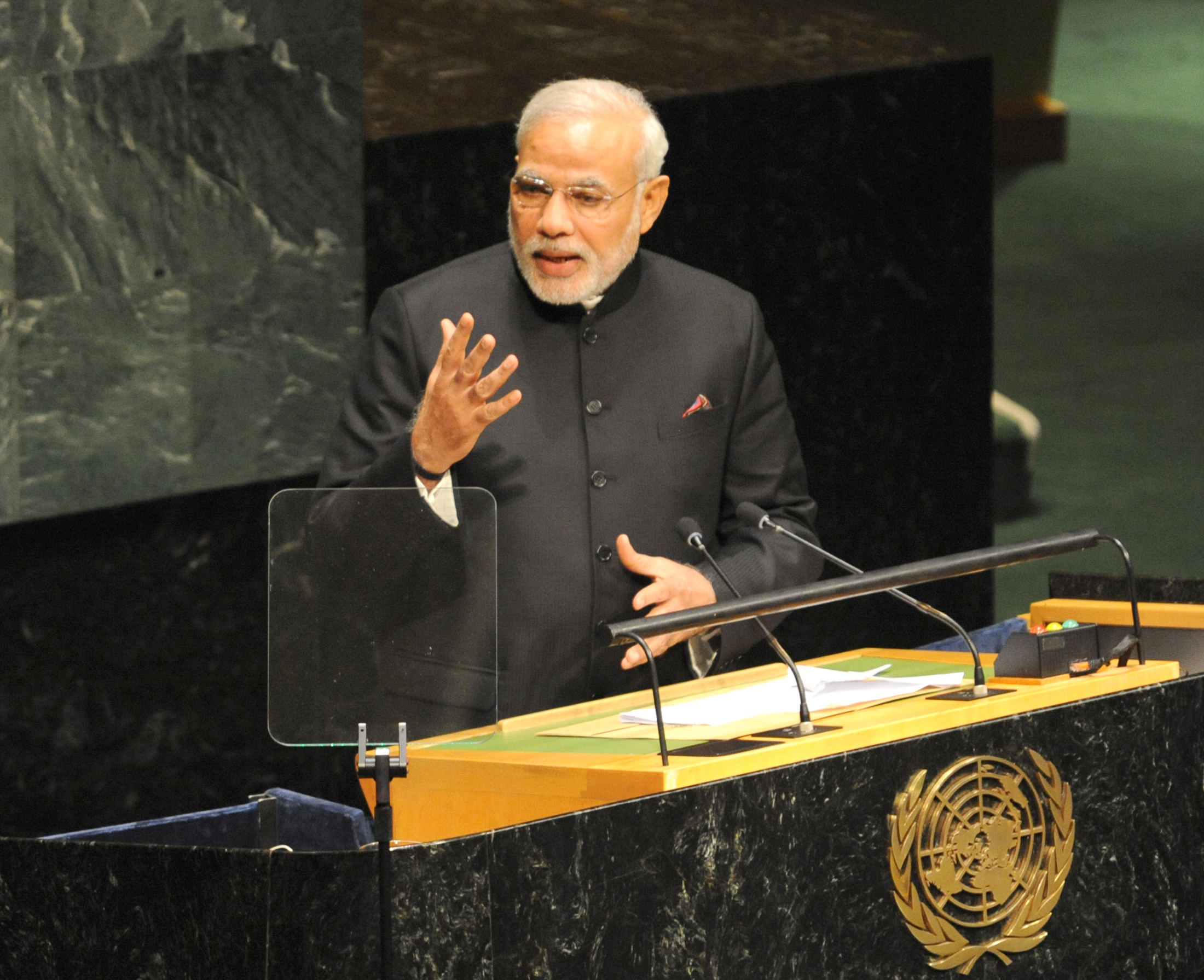
Premierminister Narendra Modi vor der 69. Generalversammlung der Vereinten Nationen, ca. 2014.

## Verfassungsrahmen und Position des Premierministers
Die Verfassung sieht ein Schema vor, in dem der Präsident Indiens Staatsoberhaupt ist; im Sinne von Artikel 53 mit dem Amt des Premierministers als Leiter des Ministerrates, der den Präsidenten bei der Ausübung seiner verfassungsmäßigen Funktionen unterstützt und berät. Artikel 53, 74 und 75 sehen das Folgende vor:
- Die Exekutivbefugnisse der Union werden dem Präsidenten übertragen und in Übereinstimmung mit der Verfassung entweder direkt oder durch nachgeordnete Amtsträger ausgeübt.
- Artikel 53 Absatz 1, Verfassung Indiens
- Es gibt einen Ministerrat mit dem Premierminister an der Spitze, der den Präsidenten unterstützt und berät, der bei der Ausübung seiner Funktionen gemäß diesem Rat handelt.
- Artikel 74 Absatz 1, Verfassung Indiens
- Der Premierminister wird vom Präsidenten ernannt, und die anderen Minister werden vom Präsidenten auf Anraten des Premierministers ernannt.
- Artikel 75 Absatz 1, Verfassung Indiens

Wie in den meisten parlamentarischen Demokratien sind die Aufgaben des Präsidenten meist Zeremoniell, solange die Verfassung und die Rechtsstaatlichkeit vom Kabinett und der Legislative eingehalten werden. Der Premierminister Indiens ist der Regierungschef und trägt die Verantwortung für die Exekutivgewalt. Die verfassungsmäßige Pflicht des Präsidenten besteht gemäß Artikel 60 darin, die Verfassung und das Gesetz zu bewahren, zu schützen und zu verteidigen. In der indischen Verfassung wird der Premierminister nur in vier Artikeln erwähnt (Artikel 74, 75, 78 und 366), doch spielt er/sie eine entscheidende Rolle in der indischen Regierung, da er/sie in der Lok Sabha die Mehrheit hat.

## Ernennung, Amtszeit und Amtsenthebung

### Berechtigung
Gemäß Artikel 84 der indischen Verfassung, der die prinzipielle Qualifikation als Parlamentsmitglied festlegt, und Artikel 75 der indischen Verfassung, der die Qualifikationen für den Minister im Ministerrat der Union festlegt, und dem Argument, dass die Position des Premierministers als primus inter pares beschrieben wurde (der erste unter Gleichen), Ein Premierminister muss:
- ein Bürger Indiens sein.
- ein Mitglied der Lok Sabha oder der Rajya Sabha sein. Wenn die zum Premierminister gewählte Person zum Zeitpunkt der Auswahl weder Mitglied des Lok Sabha noch des Rajya Sabha ist, muss sie innerhalb von sechs Monaten Mitglied eines der beiden Häuser werden.
- über 25 Jahre alt sein, wenn sie Mitglied des Lok Sabha oder über 30 Jahre alt sein, wenn sie Mitglied des Rajya Sabha sind.
- keine gewinnorientierten Ämter unter der indischen Regierung oder der Regierung eines Bundesstaates oder unter einer lokalen oder anderen Behörde bekleiden, die der Kontrolle einer der genannten Regierungen untersteht.

Wenn jedoch ein Kandidat zum Premierminister gewählt wird, muss er seinen Posten in einem privaten oder staatlichen Unternehmen räumen und darf das Amt erst nach Ablauf seiner Amtszeit antreten.

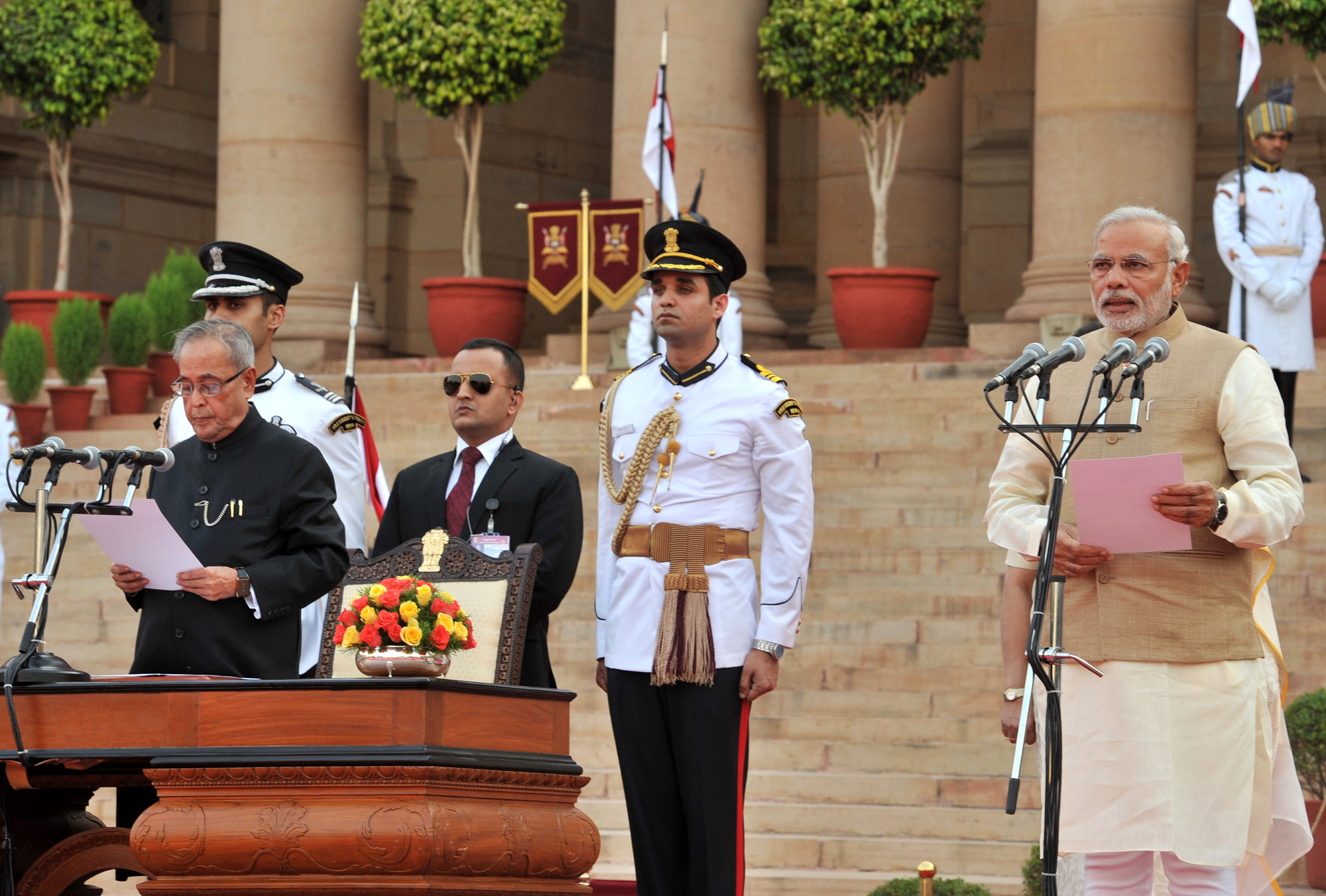
Erste Vereidigungszeremonie von Narendra Modi, 2014.

#### Amtseide und Geheimhaltung
Der Premierminister ist verpflichtet, vor seinem Amtsantritt in Gegenwart des Präsidenten von Indien den Amtseid und die Geheimhaltung gemäß dem Dritten Zeitplan der indischen Verfassung abzulegen und zu unterzeichnen.
Amtseid:

„Ich, <Name>, schwöre im Namen Gottes / versichere feierlich, dass ich wahren Glauben und Treue zur Verfassung Indiens, so wie sie gesetzlich festgelegt ist, tragen werde, dass ich die Souveränität und Integrität Indiens aufrechterhalten werde, dass ich meine Pflichten als Premierminister für die Union treu und gewissenhaft erfüllen werde und dass ich in Übereinstimmung mit der Verfassung und dem Gesetz allen möglichen Menschen Recht tun werde, ohne Furcht oder Gunst, Zuneigung oder bösen Willen.“

Eid der Geheimhaltung:

„Ich, <Name>, schwöre im Namen Gottes/bejahe feierlich, dass ich weder direkt noch indirekt irgendeiner Person oder irgendwelchen Personen irgendeine Angelegenheit mitteilen oder offenbaren werde, die mir als Premierminister für den Bund zur Prüfung vorgelegt wird oder mir als Premierminister für den Bund bekannt wird, es sei denn, dies ist für die ordnungsgemäße Erfüllung meiner Pflichten als solcher Minister erforderlich.“

### Amtszeit und Amtsenthebung
Der Premierminister dient „zur Freude des Präsidenten“, daher kann ein Premierminister auf unbestimmte Zeit im Amt bleiben, solange der Präsident Vertrauen in ihn hat. Ein Premierminister muss jedoch das Vertrauen von Lok Sabha, dem Unterhaus des indischen Parlaments, genießen.
Die Amtszeit eines Premierministers kann jedoch vor dem Ende der Amtszeit eines Lok Sabha enden, wenn eine einfache Mehrheit seiner Mitglieder kein Vertrauen mehr in ihn/sie hat, was als Misstrauensvotum bezeichnet wird. Drei Premierminister, I. K. Gujral, H. D. Deve Gowda und Atal Bihari Vajpayee wurden auf diese Weise ihres Amtes enthoben. Darüber hinaus kann auch ein Premierminister von seinem Amt zurücktreten; Morarji Desai war der erste Premierminister, der während seiner Amtszeit zurücktrat.
Nachdem er nicht mehr die erforderlichen Qualifikationen besitzt, um ein Mitglied des Parlaments zu sein, das dem Representation of the People Act, 1951.

## Macht des Premierministers

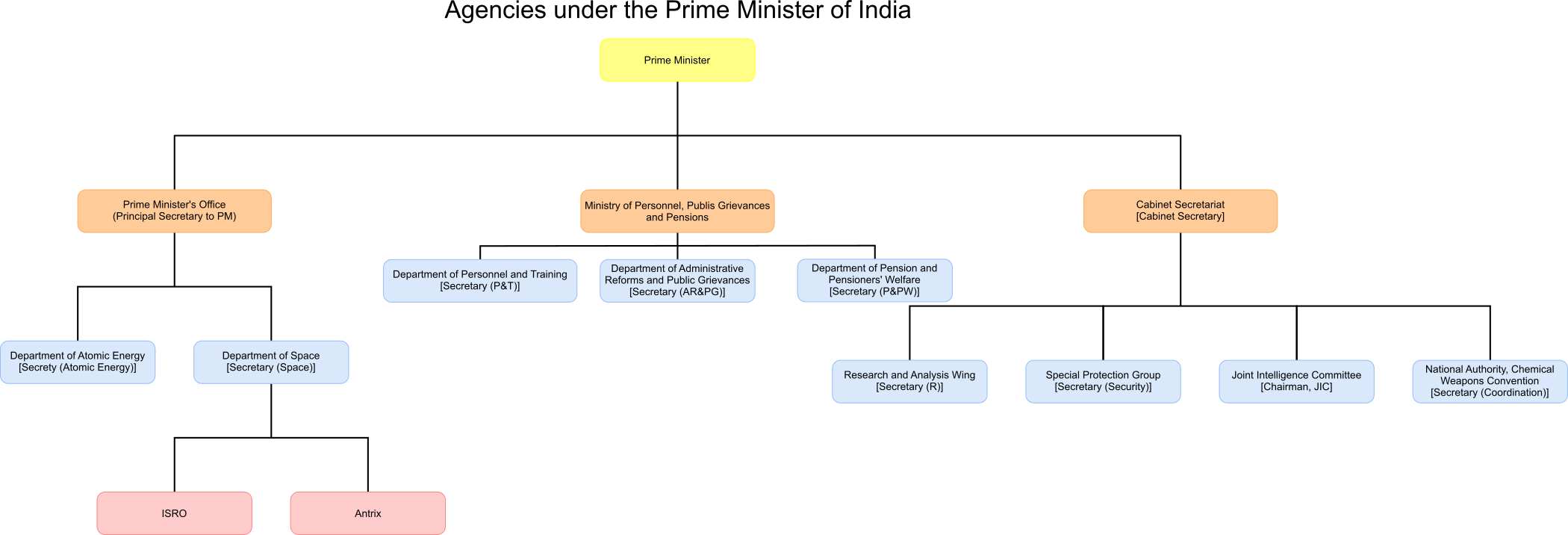
Behörden unter der Leitung des Premierministers.

### Exekutive Befugnisse
Der Premierminister leitet das Funktionieren und die Ausübung der Autorität der indischen Regierung. Der Präsident Indiens – vorbehaltlich seiner Wählbarkeit – lädt eine Person ein, die die Unterstützung der Mehrheit der Mitglieder von Lok Sabha für die Bildung der Regierung Indiens – auch als Zentralregierung oder Unionsregierung bekannt – auf nationaler Ebene und die Ausübung ihrer Befugnisse anstrebt. In der Praxis ernennt der Premierminister die Mitglieder seines Ministerrat der Union zum Präsidenten. Sie arbeiten auch an der Entscheidung über eine Kerngruppe von Ministern (bekannt als das Kabinett), als verantwortlich für die wichtigen Funktionen und Ministerien der Regierung Indiens.
Der Premierminister ist verantwortlich für die Unterstützung und Beratung des Präsidenten bei der Verteilung der Regierungsarbeit auf verschiedene Ministerien und Ämter und im Sinne der Government of India (Allocation of Business) Rules, 1961. Die koordinierende Arbeit wird im Allgemeinen im Kabinettssekretariat getan. Während die Arbeit der Regierung im Allgemeinen in verschiedene Ministerien aufgeteilt ist, kann der Premierminister bestimmte Ressorts behalten, wenn sie keinem Mitglied des Kabinetts zugewiesen werden.
Der Premierminister nimmt – in Absprache mit dem Kabinett – an den Sitzungen der Parlamentskammern teil und muss als Verantwortlicher für die Ressorts in seiner Eigenschaft als Premierminister Indiens die Fragen der Parlamentsmitglieder an sie beantworten.
Einige spezifische Ministerien/Abteilungen sind niemandem im Kabinett zugeordnet, sondern dem Premierminister selbst. Der Premierminister ist in der Regel immer der Verantwortliche/Leiter des:
- Ministerium für Personal, öffentliche Beschwerden und Pensionen (als Minister für Personal, öffentliche Beschwerden und Pensionen)
- Kabinettssekretariat
- Ernennungsausschuss des Kabinetts
- Kabinettsausschuss für Sicherheit
- Kabinettsausschuss für Wirtschaftsfragen
- NITI Aayog
- Abteilung für Atomenergie
- Department of Space
- Nukleare Kommando-Behörde

Der Premierminister vertritt das Land in verschiedenen Delegationen, bei hochrangigen Treffen und internationalen Organisationen, die die Teilnahme des höchsten Regierungsamtes erfordern, und richtet sich auch an die Nation zu verschiedenen Themen von nationaler oder anderer Bedeutung.
Gemäß Artikel 78 der indischen Verfassung der Verfassung erfolgt die offizielle Kommunikation zwischen dem Gewerkschaftskabinett und dem Präsidenten über den Premierminister. Eine andere weise Verfassung erkennt den Premierminister als Mitglied des Gewerkschaftskabinetts nur außerhalb der Sphäre des Gewerkschaftskabinetts an.

#### Verwaltungs- und Ernennungsbefugnisse
Der Premierminister empfiehlt dem Präsidenten – unter anderem – Namen für die Ernennung von:
- Chef-Wahlkommissar von Indien (CEC) und andere Wahlkommissare von Indien (ECs)
- Comptroller und Auditor General of India (C&AG)
- Vorsitzender und Mitglieder der Union Public Service Commission (UPSC)
- Chief Information Commissioner of India (CIC) und Information Commissioners of India
- Vorsitzender und Mitglieder der Finanzkommission (FC)
- Generalstaatsanwalt von Indien (AG) und Solicitor General of India (SG)

Als Vorsitzender des Ernennungsausschusses des Kabinetts (ACC) entscheidet der Premierminister – auf unverbindlichen Rat des von ihm geleiteten Senior Selection Board (SSB) – über die Besetzung von Spitzenpositionen in der indischen Regierung mit Spitzenbeamten, wie z. B. Sekretär der indischen Regierung, dem zusätzlichen Sekretär der indischen Regierung und dem gemeinsamen Sekretär der indischen Regierung. Weiterhin in der gleichen Funktion, Der Premierminister entscheidet über die Zuweisung von Spitzenkräften des Militärs wie dem Chef des Heeresstabs (Indien), dem Chef des Luftwaffenstabs (Indien), dem Chef des Marinestabs (Indien), dem Chef des Marinestabs (Indien) und den Befehlshabern von Einsatz- und Ausbildungskommandos. Zusätzlich, beschließt das ACC auch die Entsendung von Polizeibeamten – der All India Service für die Polizeiarbeit, die die meisten der höheren Strafverfolgungspositionen auf Bundes- und Staatsebene in der indischen Regierung besetzt.
Als Minister für Personal, öffentliche Beschwerden und Pensionen übt der Premierminister auch die Kontrolle über den indischen Verwaltungsdienst aus. (IAS), der wichtigste öffentliche Dienst des Landes, in dem die meisten leitenden Positionen des öffentlichen Dienstes besetzt sind; der Auswahlausschuss für öffentliche Unternehmen (PESB); und das Central Bureau of Investigation (CBI), mit Ausnahme der Auswahl des Direktors, der von einem Ausschuss der CBI ausgewählt wird: (a) dem Premierminister als Vorsitzendem; (b) dem Führer der Opposition in Lok Sabha; und (c) dem Obersten Richter.
Anders als in den meisten anderen Ländern hat der Premierminister keinen großen Einfluss auf die Auswahl der Richter, die von einem Richterkollegium getroffen wird, das aus dem Obersten Richter Indiens, vier ranghöchsten amtierenden Richtern des Obersten Gerichtshofs Indiens und der Liste der amtierenden indischen Obersten Richter oder dem ranghöchsten Richter des betreffenden Hohen Gerichts besteht. Die Exekutive als Ganzes hat jedoch das Recht, einen empfohlenen Namen zur erneuten Prüfung an das Kollegium zurückzuschicken, es handelt sich jedoch nicht um ein volles Vetorecht, und das Kollegium kann immer noch abgelehnte Namen vorbringen.

### Legislative Befugnisse
Der Premierminister fungiert als Leiter des Hauses der Kammer des Parlaments – in der Regel der Lok Sabha –, der er angehört. In dieser Rolle hat der Premierminister die Aufgabe, die Exekutive in der Legislative zu vertreten. Es wird auch erwartet, dass er wichtige Gesetze verkündet, und es wird ferner erwartet, dass er auf die Bedenken der Opposition eingeht. Artikel 85 der indischen Verfassung verleiht dem Präsidenten die Befugnis, außerordentliche Sitzungen des Parlaments einzuberufen und zu beenden. Diese Befugnis wird jedoch nur auf Anraten des Premierministers und seines Rates ausgeübt, sodass der Premierminister in der Praxis eine gewisse Kontrolle über die Angelegenheiten des Parlaments ausübt.

## Bezahlung und Leistungen
Artikel 75 der indischen Verfassung überträgt dem Parlament die Befugnis, über die Vergütung und andere Leistungen des Premierministers und anderer Minister zu entscheiden. und wird von Zeit zu Zeit erneuert. Die ursprüngliche Vergütung für den Premierminister und andere Minister wurde in Teil B des zweiten Zeitplans der Verfassung festgelegt, der später durch einen Änderungsantrag gestrichen wurde.
Im Jahr 2010 berichtete das Büro des Premierministers, dass er/sie kein formelles Gehalt erhält, sondern nur Anspruch auf monatliche Zulagen hat. Im selben Jahr berichtete The Economist, dass der Premierminister auf der Basis der Kaufkraftparität einen Gegenwert von 4106 Dollar pro Jahr erhielt. Als Prozentsatz des Pro-Kopf-BIP (Bruttoinlandsprodukt) des Landes ist dies der niedrigste Wert aller von The Economist untersuchten Länder.
| Datum        | Gehalt              |
| ------------ | ------------------- |
| Oktober 2009 | ₹100,000 (US$1,400) |
| Oktober 2010 | ₹135,000 (US$1,900) |
| Juli 2012    | ₹160,000 (US$2,200) |

### Wohnsitz

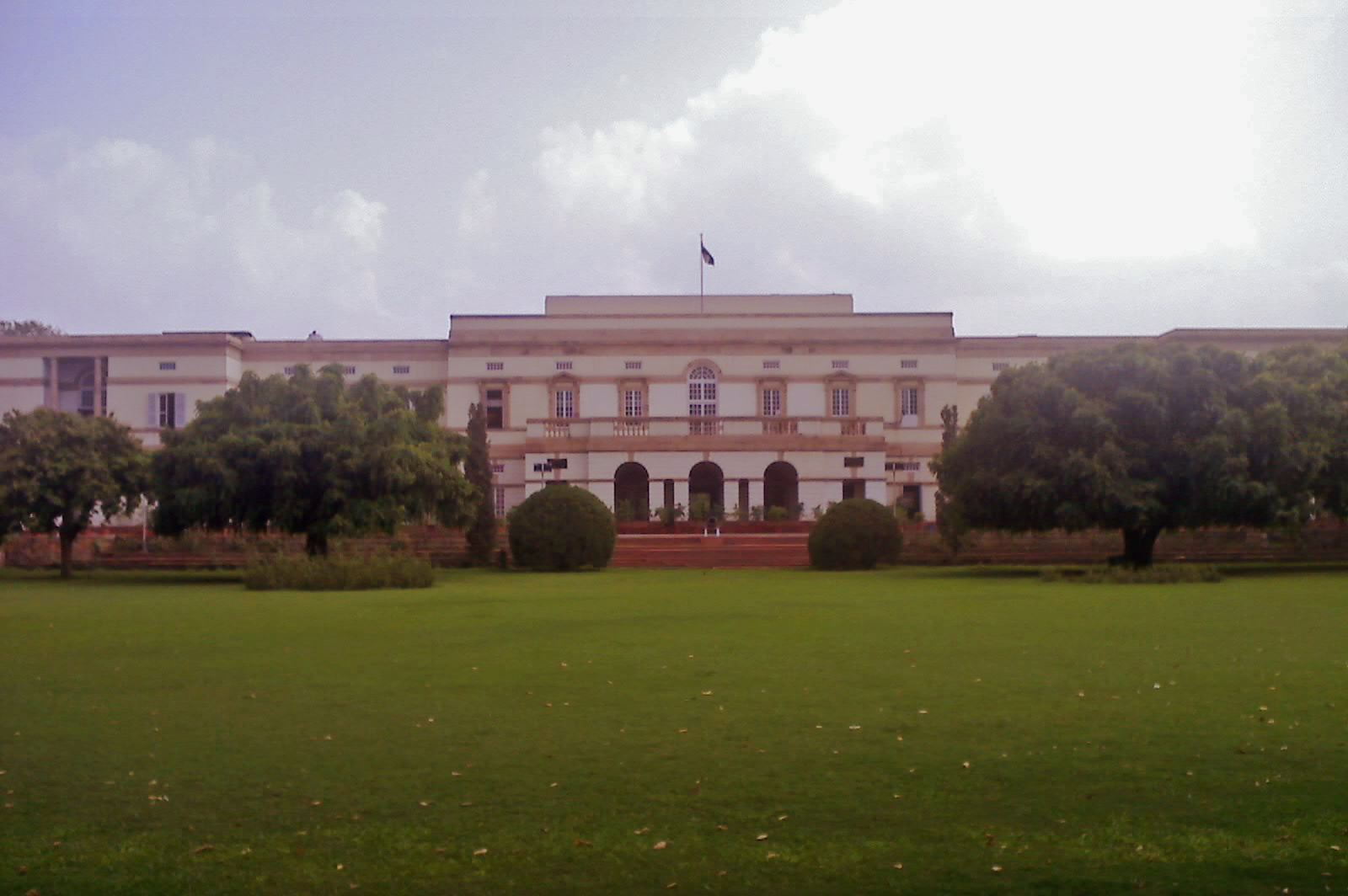
Der Teen Murti Bhavan war die Residenz von Indiens erstem Premierminister Jawaharlal Nehru.

Die 7, Lok Kalyan Marg, früher als die 7, Race Course Road-in New Delhi bezeichnet, dient heute als offizieller Wohnsitz des indischen Premierministers.
Der erste Wohnsitz des indischen Premierministers war Teen Murti Bhavan. Sein Nachfolger Lal Bahadur Shastri wählte 10, Janpath als offiziellen Wohnsitz. Indira Gandhi wohnte in der Safdarjung Road 1. Rajiv Gandhi war der erste Premierminister, der die Race Course Road 7 als Wohnsitz wählte, die von seinen Nachfolgern genutzt wurde.

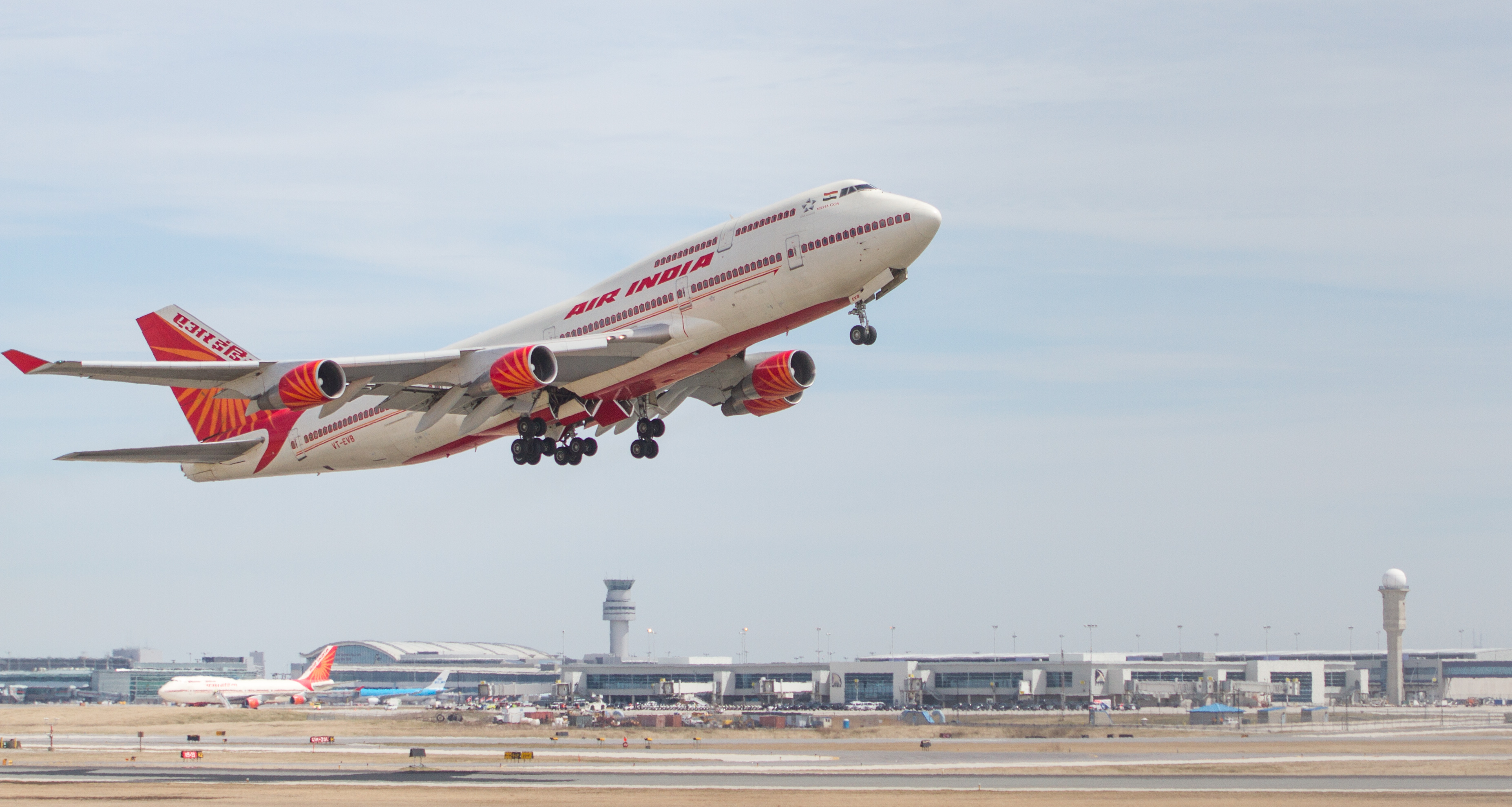
Air India One hebt in Toronto ab

### Reisen
Der Premierminister verwendet für den Bodenverkehr eine stark modifizierte, gepanzerte Version eines Range Rover. Die Wagenkolonne des Premierministers besteht aus einer Fahrzeugflotte, deren Kern aus mindestens drei gepanzerten Limousinen der BMW 7er-Serie, zwei gepanzerten Range Rover, mindestens 8-10 BMW X5, sechs Toyota Fortuner/Land Cruiser und mindestens zwei Krankenwagen vom Typ Mercedes-Benz Sprinter besteht.
Für Flugreisen werden Flugzeuge vom Typ Boeing 777-300ER mit dem Rufzeichen Air India One (AI-1 oder AIC001) benutzt. Außerdem werden mehrere Hubschrauber eingesetzt, wie z. B. Mi-8 zur Beförderung des Premierministers für kurze Reisen. Diese Flugzeuge und Hubschrauber werden von der indischen Luftwaffe betrieben.

### Schutz
Die Special Protection Group (SPG) hat die Aufgabe, den amtierenden Premierminister und seine Familie zu schützen.

### Büro
Das Büro des Premierministers (PMO) fungiert als Hauptarbeitsplatz des Premierministers. Das Büro befindet sich im Südblock, ist ein Komplex mit 20 Zimmern, an den das Kabinettssekretariat (Indien), das Verteidigungsministerium (Indien) und das Außenministerium (Indien) angrenzen. Geleitet wird das Büro vom Hauptsekretär des indischen Premierministers, in der Regel ein ehemaliger Beamter, meist aus dem indischen Verwaltungsdienst (IAS) und selten aus dem Indischen Auswärtigen Dienst (IFS).

## Familie
Der Ehepartner des Premierministers begleitet ihn manchmal bei Auslandsbesuchen. Auch die Familie des Premierministers wird von der Special Protection Group geschützt.

## Nach der Amtszeit des Premierministers
Ehemalige Ministerpräsidenten haben Anspruch auf einen Bungalow, auch ehemalige Premierminister haben Anspruch auf die gleichen Erleichterungen wie ein amtierender Kabinettsminister, dazu gehören ein vierzehnköpfiges Sekretariatspersonal für einen Zeitraum von fünf Jahren, die Erstattung von Bürokosten, sechs Inlandsflugtickets der Business-Klasse pro Jahr und die Sicherheitsdeckung durch die Sonderschutzgruppe.
Darüber hinaus rangieren ehemalige Premierminister auf der Indischen Rangfolge an siebter Stelle, entsprechend Chief Ministers von Staaten (innerhalb ihrer jeweiligen Staaten) und Kabinettsministern. Als ehemaliges Mitglied des Parlaments erhält der Premierminister eine Mindestpension von ₹20,000 pro Monat, plus – falls er/sie länger als fünf Jahre als Abgeordneter tätig war – ₹15,000 (US$210) für jedes abgeleistete Jahr.
Einige Premierminister haben nach ihrer Amtszeit bedeutende Karrieren hinter sich, darunter H. D. Deve Gowda, der bis 2019 Mitglied der Lok Sabha blieb, und Manmohan Singh ist weiterhin Mitglied der Rajya Sabha.

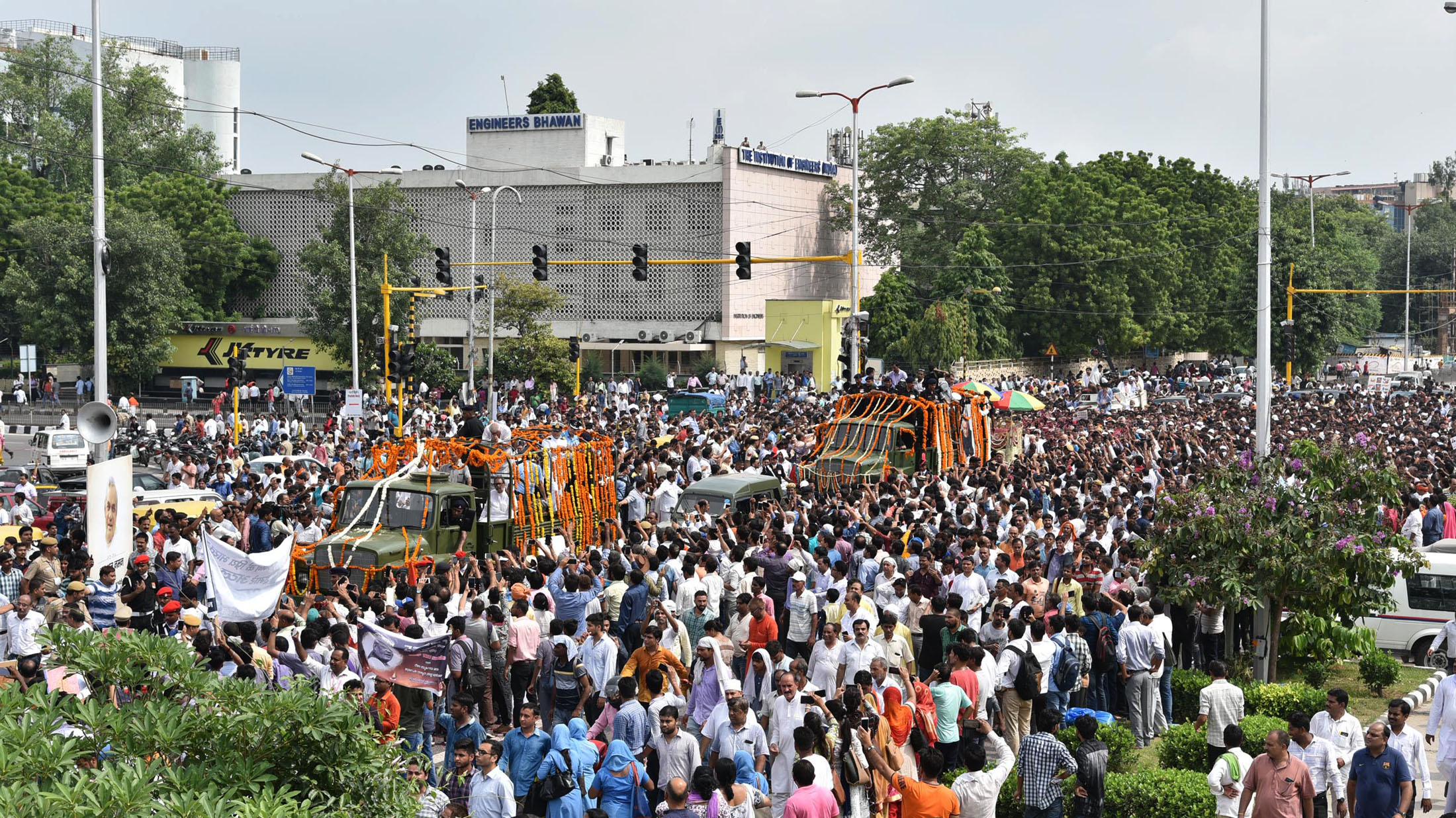
Blick auf den Trauerzug des ehemaligen Premierministers Atal Bihari Vajpayee am 17. August 2018 in Neu-Delhi.

### Tod
Den Premierministern wird ein Staatsbegräbnis gewährt. Es ist üblich, dass Staaten und Unionsgebiete einen Nationalen Trauertag anlässlich des Todes eines ehemaligen Premierministers zum Feiertag.

### Gedenken
Mehrere Institutionen sind nach Premierministern Indiens benannt. Das Geburtsdatum von Jawaharlal Nehru wird in Indien als Children’s Day gefeiert. Premierminister werden auch auf Briefmarken mehrerer Länder geehrt.

## Premierministergelder
Der Premierminister hat den Vorsitz über verschiedene Fonds.

### Nationaler Verteidigungsfonds
Der Nationale Verteidigungsfonds (NDF) wurde 1962 nach dem Sino-Indischen Krieg (1962 Sino-Indischer Krieg) von der indischen Regierung eingesetzt. Der Premierminister fungiert als Vorsitzender des Exekutivausschusses des Fonds, während die Minister für Verteidigung, Finanzen und Inneres als Mitglieder des Exekutivausschusses fungieren, während der Finanzminister auch als Schatzmeister des Ausschusses fungiert. Der Sekretär des Exekutivausschusses des Fonds ist ein Gemeinsamer Sekretär der indischen Regierung im Büro des Premierministers, der sich mit dem Thema NDF befasst. Der Fonds ist laut seiner Website „vollständig von freiwilligen Beiträgen der Öffentlichkeit abhängig und erhält keine Budgethilfe“. Spenden an den Fonds sind gemäß Abschnitt 80G des Einkommenssteuergesetzes, 1961.

### Nationaler Hilfsfonds des Premierministers
Der Nationale Hilfsfonds des Premierministers (PMNRF) wurde 1948 vom ersten Premierminister Indiens – Jawaharlal Nehru – eingerichtet, um Vertriebenen aus Pakistan zu helfen. Der Fonds wird heute in erster Linie zur Unterstützung der Familien der Menschen verwendet, die bei Naturkatastrophen wie Erdbeben, Wirbelstürmen und Überschwemmungen ums Leben kommen, und in zweiter Linie zur Erstattung der medizinischen Kosten von Menschen mit chronischen und tödlichen Krankheiten. Spenden an die PMNRF sind gemäß Abschnitt 80G des Income Tax Act, 1961. zu 100 % steuerlich absetzbar.

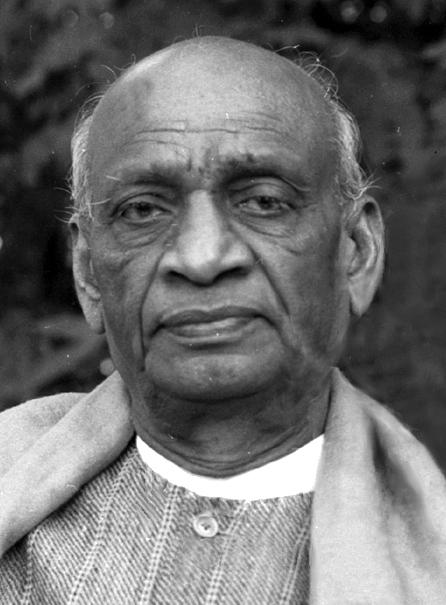
Vallabhbhai Patel war der erste stellvertretende Premierminister Indiens.

## Stellvertretender Premierminister
Das Amt des stellvertretenden Premierministers von Indien ist technisch gesehen weder ein verfassungsmäßiges Amt noch wird es in einem Gesetz des Parlaments erwähnt. Aber historisch gesehen haben verschiedene Regierungen bei verschiedenen Gelegenheiten einen ihrer leitenden Minister zum „stellvertretenden Premierminister“ ernannt. Es gibt weder eine verfassungsrechtliche Voraussetzung für die Besetzung des Postens des stellvertretenden Premierministers, noch sieht der Posten irgendwelche Sondervollmachten vor. Üblicherweise werden hochrangige Kabinettsminister wie der Finanzminister oder der Innenminister zum stellvertretenden Premierminister ernannt. Dieser Posten gilt als der ranghöchste im Kabinett nach dem Premierminister und vertritt die Regierung in dessen Abwesenheit. Im Allgemeinen wurden stellvertretende Premierminister ernannt, um die Koalitionsregierungen zu stärken. Der erste Inhaber dieses Amtes war Vallabhbhai Patel, der auch der Innenminister im Kabinett von Jawaharlal Nehru war.